# ハート形土偶

土偶 群馬県吾妻郡東吾妻町郷原出土（個人蔵、重要文化財）

ハート形土偶 （ハートがたどぐう）は、縄文時代に製作された土偶の一つ。顔面がハート形を呈することからこの通称がある。

## 概要
縄文時代後期の前半の関東地方及び東北地方南部で多く造られた。ハート形の顔については、仮面をかぶった姿とも、顔そのものをデフォルメしたものとも考えられているが、いずれであるかは判明していない。
大きなハート型の顔、体の横に張り出した腕、自立できるしっかりした足腰、を三大特徴とする。福島県では板状土偶を経てハート形土偶が誕生し、山形土偶へと姿を変えていった。
顔のつくりはハート型に近いものもあれば円形に近いものもあるが、他の時期の土偶と比較して鼻筋の通った顔が共通し、粘土を盛って短沈線を引く目の表現，後頭部に立つ棒状突起で識別されている。

## 群馬県郷原出土土偶
縄文時代後期と推定される土偶。高さは約30.5センチメートル。第二次世界大戦中の1941年（昭和16年）、群馬県吾妻郡岩島村（現在の東吾妻町）大字郷原で行われた国鉄長野原線郷原駅（現在のJR吾妻線郷原駅）建設工事に際し、調査を行ったところ発見された（郷原遺跡）。土偶は河原石で囲まれた墓と思われる遺構の中から3つに割れた状態で発見され、左足先端部分は欠損している。戦後の1951年（昭和26年）に公式発表された。
女性像であるといわれ、妊娠線・産道が表現されている。ハート形の顔は考古学界のみならず美術界でも評価が高い。1965年（昭和40年）に重要文化財に指定されている。個人蔵で、東京国立博物館に寄託されている。1981年（昭和56年）に発行された90円普通切手のデザインにもなった。

## 関連
ハート型土偶には分類されていないが、縄文のビーナス、ハート形土偶から変化したとも言われる一部のみみずく土偶ならびにその影響を受けたものなど顔面部分をハート形に表現している土偶も存在する。

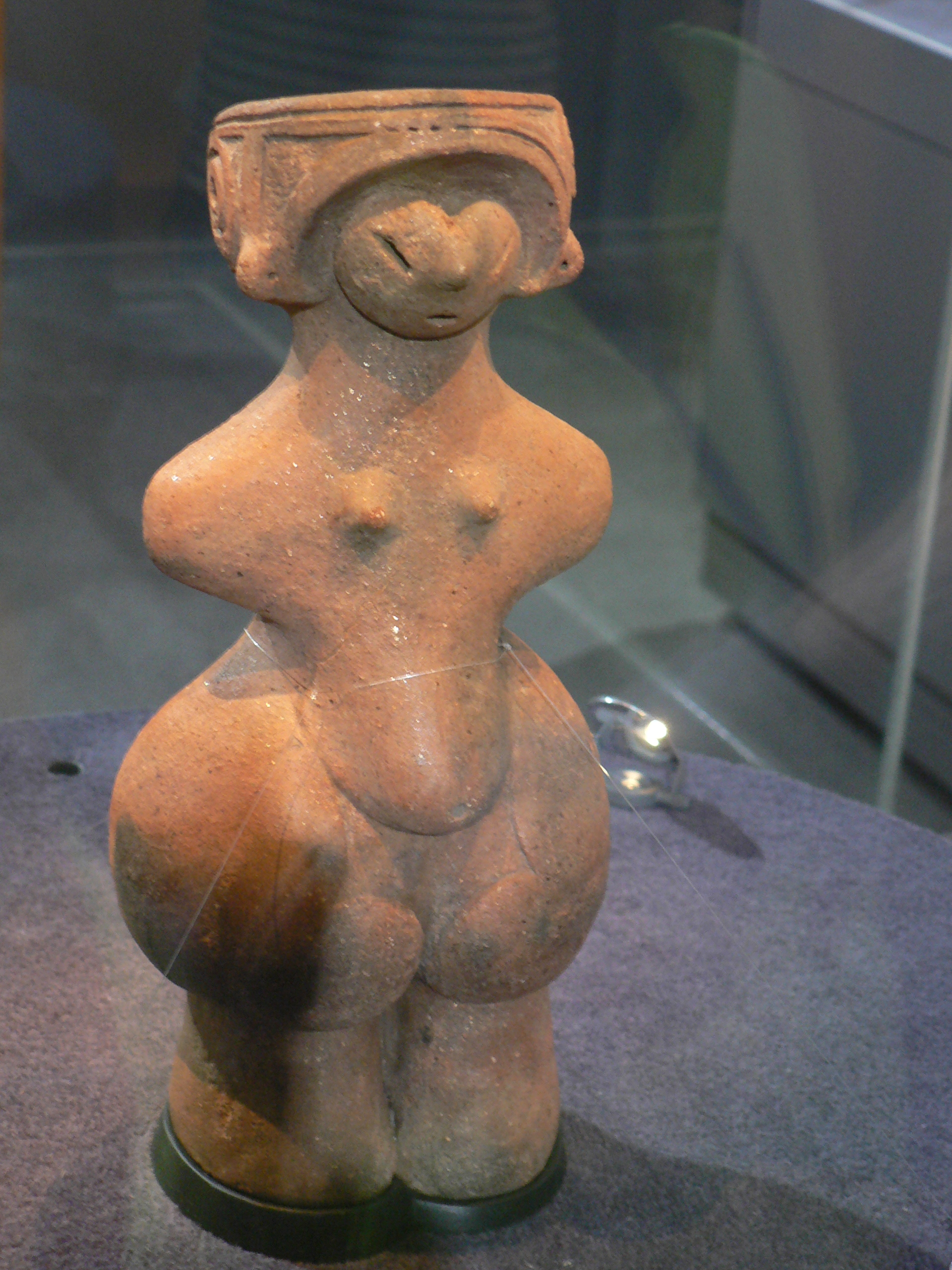
縄文のビーナス。顔はハートの形である。
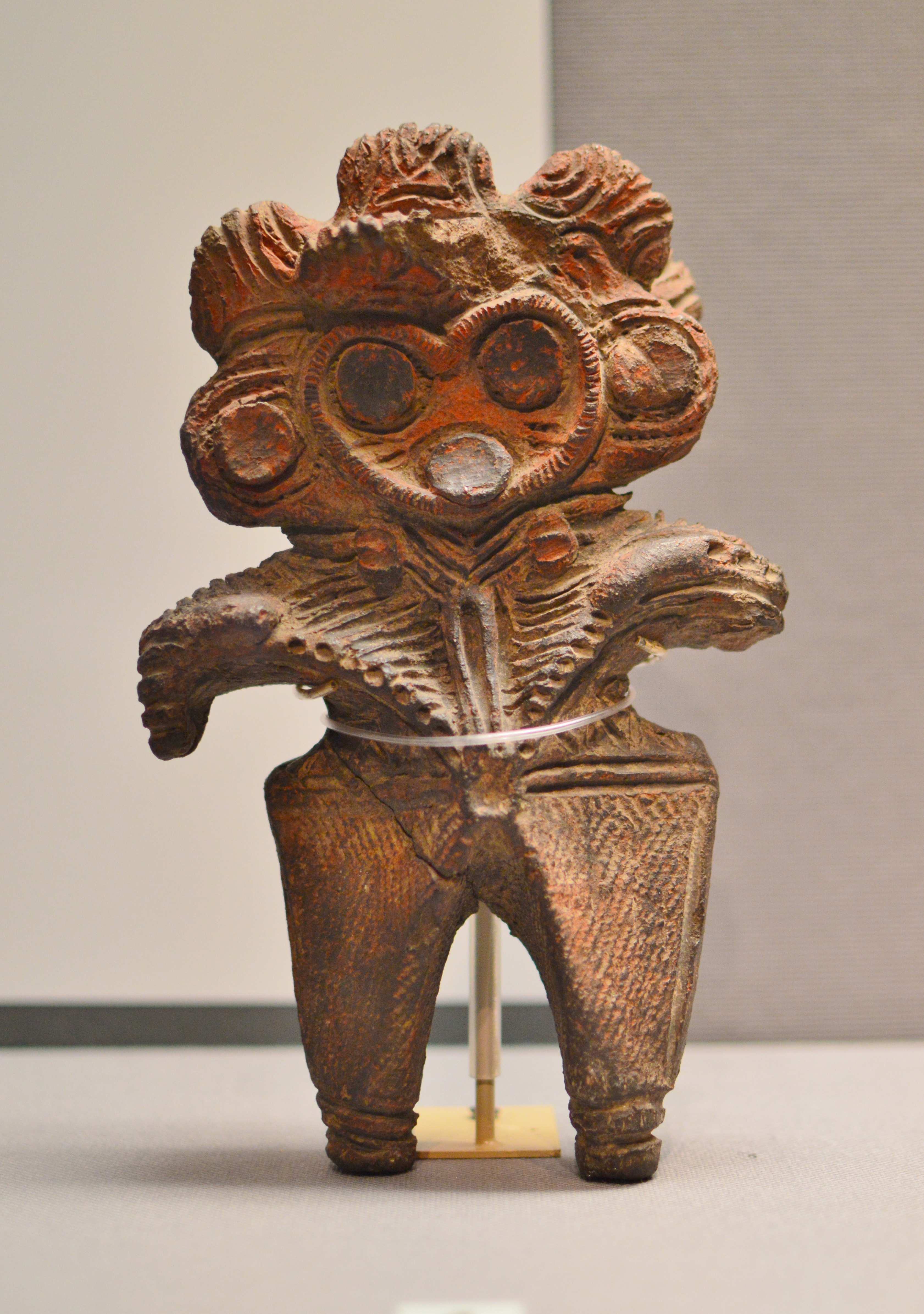
ミミズク型土偶。顔はハートの形に囲まれている。
馬高遺跡の土偶。

ハート型土偶は岡本太郎作の太陽の塔のルーツになったとされている。

## ハート形土偶のモチーフに関する説
皿状の顔面を斜め上に向けており、関東一円から長野・山梨へ流行した中には仮面土偶と言われる一群があり、地方色とも言われるが、松久保秀胤は仮面装着の土偶が先行し、それがデフォルメされてハート形土偶に移っていくとした方が妥当ではないかと思っている。
人類学において、古代の人々が植物の栽培を行う際には、その植物の精霊に対する呪術的儀礼を行うことが指摘されているが、縄文時代の遺跡からは痕跡が見つかっていなかった。
竹倉史人は土偶のモチーフは食用植物にちがいないと主張し、ハート形土偶とオニグルミの断面が酷似しているとした。なおハート形土偶が分布する阿武隈山地と会津盆地はオニグルミの分布域である。土偶は縄文人の姿でも妊娠女性でも地母神でもなく主要な食用植物の姿をかたどっているという竹倉の主張に対して、石塚正英は土偶と大地は一体であり、自然を人に似せることで擬神化していると主張している。
1981年（昭和56年）には東京都で縄文時代中期（約5000年前）の竪穴建物の中からクルミ形縄文土器が発見され、自然の恵みに対する感謝と豊穣祈願を目的に製作、使用されたと考えられている。
2008年（平成20年）には埼玉県からクルミ形土製品が出土し、貴重な食料である大きなクルミがたくさん収穫できるよう、神に奉げられた祭祀具と推定されている。